# Reinhard Sterzik
Reinhard Sterzik (* 30. Juni 1935 in Petersgrätz) ist ein ehemaliger deutscher Politiker. Er war Volkskammerabgeordneter der DDR für den Freien Deutschen Gewerkschaftsbund (FDGB).

## Leben
Sterzik stammt aus der preußischen Provinz Oberschlesien und ist der Sohn eines Arbeiters. Nach dem Besuch der Volksschule und der Oberschule studierte er von 1953 bis 1959 Maschinenbau an der Technischen Hochschule Dresden, wo er das Staatsexamen als Diplom-Ingenieur ablegte. Danach wurde er 1959 Ingenieur im VEB Kraftverkehr Elbe, Betriebsteil Zschornewitz im Kreis Gräfenhainichen. 

## Politik
Sterzik war von 1949 bis 1959 Mitglied der FDJ und wurde 1954 Sekretär der Grundeinheit der FDJ an der Technischen Hochschule Dresden. Ab 1955 war er Mitglied des FDGB.
In der Wahlperiode von 1963 bis 1967 war er Mitglied der FDGB-Fraktion in der Volkskammer der DDR, wo er insbesondere im Ausschuss für Industrie, Bauwesen und Verkehr mitwirkte.